# Nagari
Nagari là một thị trấn thống kê (census town) của huyện Chittoor thuộc bang Andhra Pradesh, Ấn Độ.

## Địa lý
Nagari có vị trí 13°20′B 79°35′Đ / 13,33°B 79,58°Đ Nó có độ cao trung bình là 116 mét (380 feet).

## Nhân khẩu
Theo điều tra dân số năm 2001 của Ấn Độ, Nagari có dân số 24.370 người. Phái nam chiếm 50% tổng số dân và phái nữ chiếm 50%. Nagari có tỷ lệ 69% biết đọc biết viết, cao hơn tỷ lệ trung bình toàn quốc là 59,5%: tỷ lệ cho phái nam là 77%, và tỷ lệ cho phái nữ là 61%. Tại Nagari, 13% dân số nhỏ hơn 6 tuổi.